# Alabes gibbosa
Alabes gibbosa är en fiskart som beskrevs av Lee Milo Hutchins och Morrison 2004. Alabes gibbosa ingår i släktet Alabes och familjen dubbelsugarfiskar. Inga underarter finns listade i Catalogue of Life.